# باتیزوفسکی اشتیت
باتیزوفسکی اشتیت (به لاتین: Batizovský štít) یک کوه در اسلواکی است که در Poprad District واقع شده‌است. باتیزوفسکی اشتیت ۲٬۴۴۸ متر بالاتر از سطح دریا واقع شده‌است.